# Kwara United FC
Der Kwara United Football Club ist ein 1997 gegründeter nigerianischer Fußballverein aus Ilorin, der aktuell in der ersten Liga, der Nigeria Professional Football League, spielt.

## Stadion
Der Verein trägt seine Heimspiele im Kwara Sports Stadium in Ilorin aus. Das Stadion hat ein Fassungsvermögen von 18.000 Personen.
Koordinaten: 8° 28′ 32,3″ N, 4° 32′ 31,9″ O

## Saisonplatzierung
| Saison  | Liga                                 | Level | Platz       |
| ------- | ------------------------------------ | ----- | ----------- |
| 2015    | Nigeria Professional Football League | 1     | 18.         |
| 2016    | Nigeria Football League              | 2     |             |
| 2017    | Nigeria Football League              | 2     |             |
| 2018    | Nigeria Professional Football League | 1     | 15.         |
| 2019    | Nigeria Professional Football League | 1     | 10. (Gr. a) |
| 2019/20 | Nigeria Professional Football League | 1     | 19.         |

1. ↑  Die Saison wurde nach dem 25. Spieltag abgebrochen.

## Trainerchronik
Stand 8. Januar 2021
| Trainer         | Nation   | von             | bis           |
| --------------- | -------- | --------------- | ------------- |
| Roger Palmgren  | Schweden | 1. Juli 2006    | 30. Juni 2007 |
| John Obuh       | Nigeria  | 1. Juli 2008    | 30. Juni 2009 |
| John Obuh       | Nigeria  | 16. Januar 2016 | 12. März 2018 |
| Abubakar Bala   | Nigeria  | 13. März 2018   | 6. Mai 2019   |
| Abdullahi Biffo | Nigeria  | 30. August 2019 | heute         |